# Laciphorus lobulatus
Laciphorus lobulatus är en insektsart som beskrevs av Ludwig Redtenbacher 1908. Laciphorus lobulatus ingår i släktet Laciphorus och familjen Pseudophasmatidae. Inga underarter finns listade i Catalogue of Life.